# Lovelorn
Lovelorn es el álbum debut de la banda alemano-noruega de metal sinfónico Leaves' Eyes, el cual fue publicado en agosto de 2004.

## Lista de canciones
Todas las letras escritas por Liv Kristine, toda la música compuesta por Alexander Krull, Chris Lukhaup, Thorsten Bauer, Mathias Röderer y Martin Schmidt. 
| N.º | Título                 | Duración |  |
| 1.  | «Norwegian Lovesong»   | 3:43     |  |
| 2.  | «Tale of the Sea Maid» | 3:48     |  |
| 3.  | «Ocean's Way»          | 3:32     |  |
| 4.  | «Lovelorn»             | 4:11     |  |
| 5.  | «The Dream»            | 4:59     |  |
| 6.  | «Secret»               | 4:31     |  |
| 7.  | «For Amelie»           | 3:38     |  |
| 8.  | «Temptation»           | 3:44     |  |
| 9.  | «Into Your Light»      | 5:33     |  |
| 10. | «Return to Life»       | 4:07     |  |

## Intérpretes
- Liv Kristine Espenæs Krull - Voz
- Alexander Krull - Voz secundaria
- Thorsten Bauer - Guitarra
- Mathias Röderer - Guitarra
- Christopher Lukhaup - Bajo eléctrico
- Moritz Neuner - Batería

### Músicos invitados
- Carmen Elise Espenæs - Segundas voces en "Into Your Light"